# János Simon
János Simon (Budapest, 1º marzo 1929 – Budapest, 31 ottobre 2010) è stato un cestista ungherese.